# Cobá

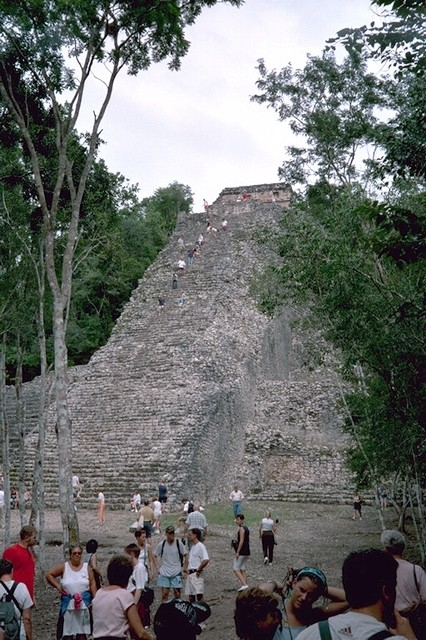
Piràmide de Nohoch Mul a Cobá

Cobá és un jaciment arqueològic de la cultura maia precolombina, localitzat al sud-est de Mèxic, al territori que hui és l'estat de Quintana Roo, a 90 km a l'est de Chichén Itzá i a 40 al nord-oest de Tulum.
El possible significat de Cobá podria ser de cob, ‘la humida’, o 'molsa' i á, o há, ‘aigua’, és a dir ‘aigua amb molsa’, o ‘humitat d'aigua’. Una altra possibilitat que no es descarta és que signifique ‘aigua tèrbola’, per la proximitat a uns petits llacs amb un color molt tèrbol.
Altres autors, investigadors de l'Institut Nacional d'Antropologia i Història, ofereixen traduccions una mica diferents per al terme Cobá, entre les quals ‘aigua de les txatxalaques', doncs cob és el nom d'aquesta au de la regió; ‘dent de tuza’, també del maia coh, ‘dent’ i bah, ‘tuza’; o ‘aigua abundant’, de cob, ‘abundància’ i ha, 'aigua'.

## Història del jaciment arqueològic
En el seu apogeu, va tenir una població d'uns 50.000 habitants i una extensió de vuitanta quilòmetres quadrats. La major part de la ciutat va ser construïda a mitjan període clàssic de la civilització maia, entre els anys 500 i 900 de la nostra era i incloïa diversos temples, entre els quals sobreviu la piràmide del Nohoch Mul, de 42 metres d'alçària.
La major part de les inscripcions daten del s. VII i moltes evidències indiquen que la construcció i reparació dels edificis continuà fins al segle xiv.
Les recerques realitzades fins ara permeten saber que Cobá té una llarga història d'ocupació ameríndia, que s'hauria iniciat cap al 200 o 100 ae, quan hi havia un assentament de plataformes baixes i construccions de fusta i palma, de les quals només resten alguns fragments de ceràmica. És a partir del 100 de quan l'àrea de Cobá experimenta un notable creixement demogràfic, social i polític, que hauria de portar-la a convertir-se en una de les ciutats més grans i poderoses del nord de Yucatán.
Entre el 200 i el 600 de, la ciutat de Cobá sembla haver exercit un ampli control territorial, doncs dominava tot el nord de l'actual estat de Quintana Roo i fins certes parts de l'est de Yucatán. Aquest poder es basava en el control de grans espais agrícoles i hidràulics, així com de les rutes d'intercanvi interregional, que inclourien també alguns ports d'importància, com el de Xel-Há. Tot i que encara manca conéixer molt sobre aquest període, en aquest temps Cobá hauria mantingut estrets contactes amb les grans ciutats de Guatemala i el sud de Campeche i Quintana Roo, com ara Tikal, Calakmul, o Dzibanché, i hauria establert aliances militars i matrimonials, al més alt nivell. En aquest sentit, és particularment interessant esmentar l'existència d'arquitectura de tipus teotihuacan (una plataforma del grup de pintures explorada a principis de 1999), que documentaria l'existència de vincles amb el centre de Mèxic i la seua poderosa metròpoli del clàssic primerenc: Teotihuacan.

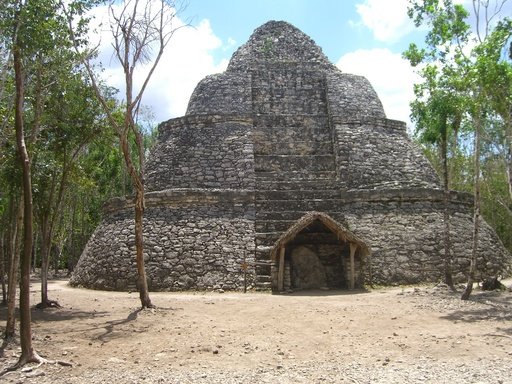
Observatori astronòmic a Cobá

Després del 600 de, l'enfortiment de les ciutats del Puuc yucatec, així com la posterior aparició de Chichén Itzá en el panorama sociopolític de la península, significaren canvis en l'estructura de poder de Cobá i les seues relacions amb altres ciutats importants, que li haurien obligat a reestructurar els seus dominis territorials. La informació disponible fins ara permet plantejar la hipòtesi que, a partir de 900 o 1000 de, Cobá hauria entrat en una llarg enfrontament amb Chichén Itzá, i aquesta darrera s'hi hauria imposat en véncer en importants enclavaments de Cobá com Yaxuná.
Després del 1000 de, la ciutat perdé importància política, tot i que sembla haver conservat importància simbòlica i ritual, la qual cosa li permeté recuperar certa jerarquia entre 1200 i 1500, quan s'hi construïren alguns edificis, ja en l'estil costaner oriental. La dinàmica econòmica d'aquests temps, però, se centraria en els llocs costaners, per la qual cosa Cobá hauria subsistit com una ciutat de segon ordre, tot i que, en aquest sentit, més reeixida que el seu efímer vencedor, Chichén Itzá. En el moment de la consolidació del poder invasor espanyol en la península (ca. 1550), Cobá estava totalment deshabitat, i no és sinó fins a l'arribada dels cèlebres viatgers John Lloyd Stephens i Frederick Catherwood, cap a mitjan s. XIX, que la ciutat torna a ser esmentada en els llibres d'història.

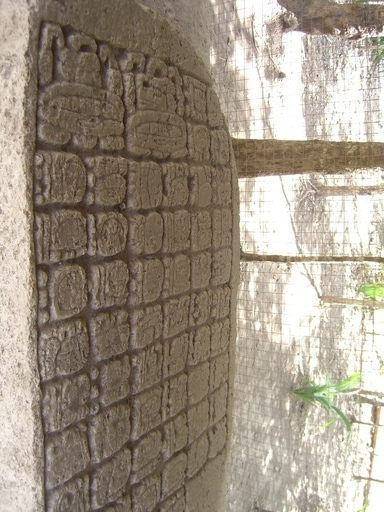
Estela amb inscripcions maies a Cobá

Si bé és cert que la ciutat mai restà en oblit, la major part dels estudis arqueològics de la zona no es feren sinó fins a principis del segle xx, per la dificultat que imposava la selva per arribar al lloc. El 1972 l'Institut Nacional d'Antropologia i Història començà a construir accessos per a investigadors i visitants. Actualment, les seues ruïnes són una de les principals atraccions turístiques de la regió.
La població de Quintana Roo de Cobá tenia 1.167 habitants, segons el cens de 2005. La seua altitud és de 15 msnm.